# تازة كند (مهر أنرود)
تازة کند (بالفارسية: تازه‌کند) هي منطقة سكنية تقع في إيران في قسم مهر أنرود المرکزي الريفي. يقدر عدد سكانها بـ 327 نسمة .